# Perfect Celebrity
«Perfect Celebrity» (с англ. — «Идеальная знаменитость») — песня американской певицы и автора-исполнителя Леди Гаги, вошедшая в её седьмой студийный альбом Mayhem, который был издан 7 марта 2025 года лейблом Interscope Records. Песня в стиле электропоп и трип-хоп была спродюсирована Гагой, Генри Уолтером и Эндрю Уоттом, а композиция была написана двумя последними вместе с Gesaffelstein. Премьера «Perfect Celebrity» состоялась 24 февраля 2025 года, а 7 марта 2025 года она была выпущена вместе с альбомом. Трек получил положительные отзывы от музыкальных критиков, которые высоко оценили его звучание и посчитали его одним из лучших в альбоме.

## История
Леди Гага начала писать студийный альбом Mayhem после того, как её жених Майкл Полански убедил её сделать новый поп-альбом. Гага отметила, что песня была вдохновлена группой The Cure и их песней «Never Enough», и что она чувствовала, что эта песня «была внутри меня 15 лет». После завершения работы над песней она ненадолго задумалась о том, чтобы превратить весь Mayhem в гранж-альбом, но Полански убедил её отказаться от этой идеи. Песня была первоначально анонсирована как четвёртый трек альбома 18 февраля 2025 года. Впоследствии она была предварительно показана 24 февраля 2025 года во время интервью для InStyle и была выпущена вместе с альбомом 7 марта 2025 года.

## Композиция
«Perfect Celebrity» — это песня в стиле электропоп и трип-хоп, описанная как «электро-гранж» Стивеном Доу из Billboard и «альт-гот» Робертом Мораном из The Sydney Morning Herald. Инструментально песня состоит из тяжёлых синтезаторов, клавишных и «натиска грохочущих гитар». Многие критики стилистически сравнивали песню с композициями Nine Inch Nails, а Эд Поттон из The Times сравнил вокальное исполнение Гаги с Мадонной. Гага описала «Perfect Celebrity» как «вероятно, самую злую песню» в альбоме.
Лирически песня посвящена отношениям Гаги со славой, и Ричард Бёрн из Rolling Stone UK написал, что она «говорит о звезде, которая испытывает много мучений и давления из-за этой звёздности». Гага также заявила, что песня затрагивает двойственность между личной и публичной сторонами знаменитости. Дилан Кикхэм из Nylon заметил в тексте «Perfect Celebrity» множество отсылок к другим песням Гаги, включая отсылки к песне из альбома Chromatica «Plastic Doll» и неизданной песне «Princess Die». Стивен Хоровиц из Variety также отметил сходство между текстами «Perfect Celebrity» и «Paparazzi», а Си Джей Торп-Трейси из The Quietus вместо этого прокомментировал, что Гага уже «затронула тему [славы] до смерти» в Born This Way.

## Отзывы
«Perfect Celebrity» получила в целом положительные отзывы от музыкальных критиков. Доу объявил ее лучшей песней Mayhem в своем рейтинге треков альбома, отметив ее рок-звучание и заключив, что «в этой славной песне действительно не к чему испытывать ненависть», в то время как Мэри Сироки из Consequence аналогичным образом сочла ее выдающейся в альбоме. Маркус Раттен из PinkNews назвал песню «ядром» Mayhem, высоко оценив ее лирическую яркость. Стивен Экройд из журнала Dork похвалил песню за то, что она воплощает «тот вид язвительной поп-сатиры, который под силу только Гаге», а Джои Нолфи из Entertainment Weekly оценил песню как «вызывающий средний палец тем, кто спустя два десятилетия все еще думает, что может засунуть Гагу в коробку». Однако Алекса Кэмп из Slant раскритиковала песню за «отсутствие изобретательности», хотя и похвалила ее запоминаемость.

## Чарты
| Чарт (2025)                                 | Высшая позиция |
| ------------------------------------------- | -------------- |
| Канада (Billboard Canadian Hot 100)         | 76             |
| Франция (SNEP)                              | 126            |
| Мир (Billboard Global 200)                  | 67             |
| Новая Зеландия (RMNZ)                       | 7              |
| Великобритания (UK Singles Downloads Chart) | 89             |
| Великобритания UK Singles Sales (OCC)       | 94             |
| Великобритания UK Streaming (OCC)           | 65             |
| США (Billboard Hot 100)                     | 81             |